# Roman Turczynowicz

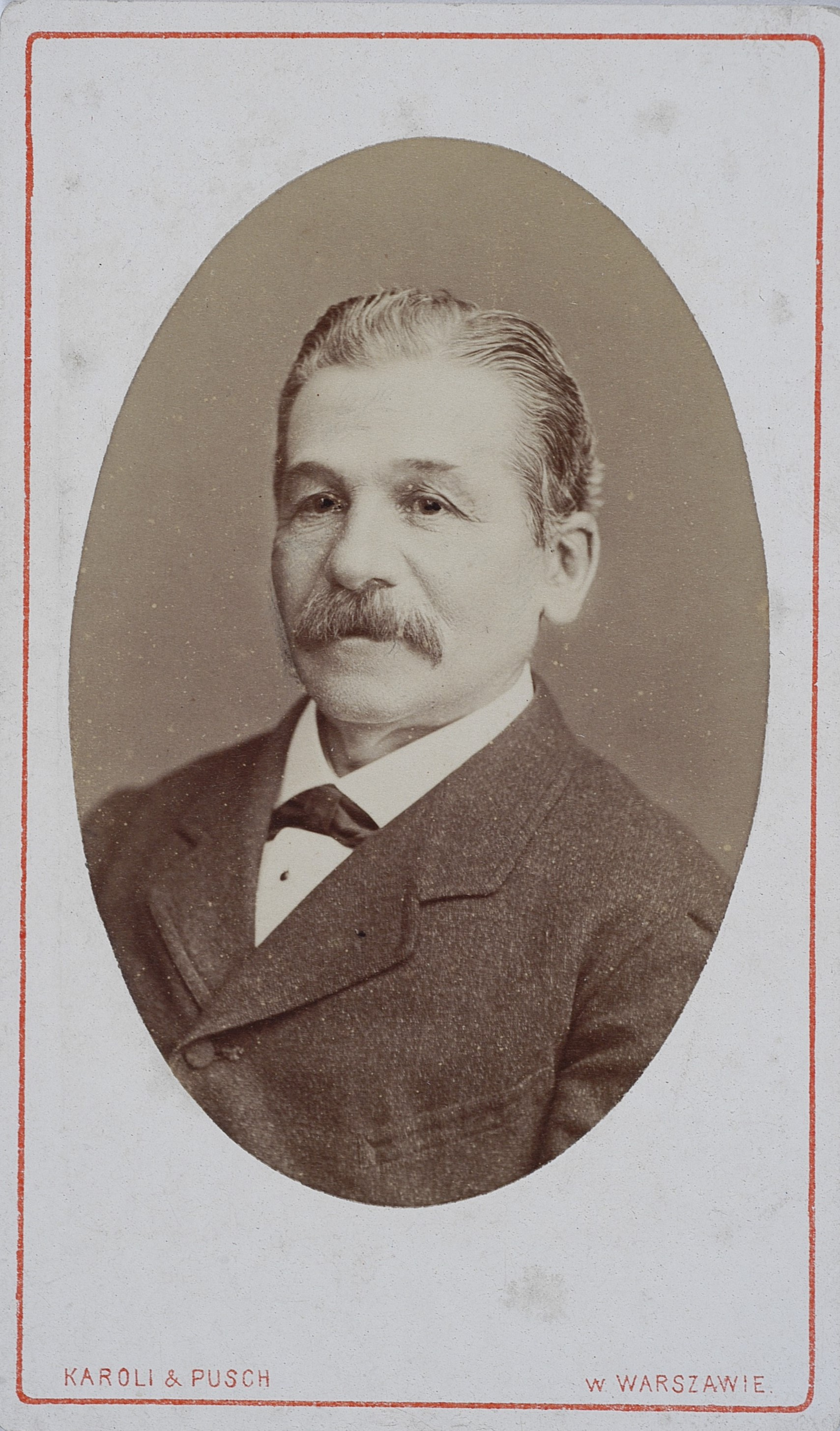
Roman Turczynowicz, ok. 1879

Aleksander Roman Turczynowicz (ur. 24 stycznia 1813 w Radomiu, zm. 21  maja 1882 w Warszawie) był czołową postacią polskiego baletu romantycznego, tancerzem i pedagogiem szkoły baletowej, ale przede wszystkim baletmistrzem, choreografem i dyrektorem baletu Warszawskich Teatrów Rządowych. W połowie XIX w. odegrał w Warszawie podobną rolę, jaką ojciec duńskiego baletu romantycznego August Bournonville w Kopenhadze.

## Wczesne lata
Urodził się 24 stycznia 1813 roku w Radomiu jako Aleksander Roman, syn Jana Turczynowicza i Franciszki z Glinieckich. W dziewiątym roku życia został oddany do warszawskiej szkoły tańca przy ówczesnym Teatrze Narodowym przy placu Krasińskich. Uczyli go tam trzej tancerze i pedagodzy francuscy pracujący wówczas w Warszawie: Louis Thiérry, Henri Debray i Maurice Pion. Debiutował jako 11-latek w przedstawieniu dworskim na scenie łazienkowskiego Teatru w Pomarańczarni i jako uczeń występował potem w wielu różnych spektaklach komediowych, operowych i baletowych Teatru Narodowego. Dopiero jednak w 1830 roku rozpoczął tam formalnie pracę tancerza, bo 19 sierpnia 1865 obchodził uroczyście w Teatrze Wielkim 35-lecie pracy scenicznej w Warszawskich Teatrach Rządowych. Swój kunszt taneczny kształtował przede wszystkim w teatrze, bo tak właśnie rozpoczynały się w tamtych latach kariery baletowe. Był wyjątkowo utalentowany i pracowity, bo jako 20-latek miał już takie doświadczenie zawodowe, że zaproponowano mu dodatkową pracę nauczyciela najmłodszych klas warszawskiej szkoły baletowej.
Ciekawą sylwetkę młodego tancerza zamieścił "Pamiętnik Sceny Warszawskiej na rok 1838", gdzie czytamy: "Z tancerzy dawniej, przed założeniem w roku 1832 szkoły, pod kierunkiem zasłużonego Pana Maurice [Maurice’a Piona, ówczesnego dyrektora baletu] wykształconych, dziś już pięknymi odznaczających się zdolnościami i pochlebną u publiczności opinią – naprzód wspomnieć winniśmy Pana Romana Turczynowicz. Zostaje on od roku 1822 na scenie i ciągle z największą pracował gorliwością. Obdarzony talentem, wyrwały i zamiłowany w obranym zawodzie, zasługiwał ciągle na względy Dyrekcji, i w czasie niebytności w 1833 roku Pana Maurice, jemu mogło już być poruczone zastępstwo. Lubo młodzieniec ten liczył dopiero wówczas lat dwadzieścia jeden. Z włożonego nań obowiązku, obecnie nauczyciela niższej klasy szkoły męskiej baletu, chlubnie stara się wywiązywać i prócz tego mile zawsze przyjmuje go publiczność nasza. Odznacza się uderzająca siłą w trudnych nawet skokach, łatwością, przyjemnym ułożeniem, czystym i łatwym piruetem".
Jako tancerz największe sukcesy odnosił na scenie Teatru Wielkiego w latach 1833–1844. Podczas pobytu stypendialnego w Paryżu w 1842 roku tańczył nawet z żoną Konstancją polskie tańce narodowe: mazura i krakowiaka, wstawiane w październiku tr. do przedstawień w tamtejszym teatrze operowym. To polskie divertissement zyskało bardzo dobre przyjęcie publiczności i oceny paryskich krytyków. Na scenie warszawskiej ceniony był przede wszystkim w rolach i tańcach charakterystycznych, ale wykonywał także z powodzeniem klasyczną partię Jamesa w La Sylphide i główną rolę męską w balecie La Gitana Filippo Taglioniego, partnerując w nich nawet legendarnej Marie Taglioni podczas jej warszawskich występów gościnnych w 1844 roku.

## Baletmistrz
Niedługo potem, zaledwie w 32. roku życia Turczynowicz porzucił pracę tancerza. Z inicjatywy Filippo Taglioniego, który pełnił w Warszawie funkcję dyrektora baletu w latach 1843–1853, przyjął bowiem w 1846 roku obowiązki tzw. reżysera baletu w Teatrze Wielkim, łącząc teraz pracę baletmistrza, nauczyciela tańca i asystenta dyrektora. W tym samym roku zadebiutował jako choreograf baletem-divertissement Okrężne pod Kielcami z muzyką Józefa Stefaniego. Po wyjeździe Taglioniego z Warszawy, w 1853 roku został mianowany dyrektorem baletu. Pełnił tę funkcję do połowy 1867 roku (z przerwą w sezonie 1856/57, kiedy musiał ustąpić na krótko sławnemu włoskiemu baletmistrzowi Carlo Blasisowi). Przez wszystkie lata swojej dyrekcji baletu wysyłany był regularnie przez dyrekcję Warszawskich Teatrów Rządowych do Paryża i innych zagranicznych ośrodków teatralnych, by zapoznawać się z nowym repertuarem baletowym, który realizował potem na scenie warszawskiej według oryginalnych wzorców choreograficznych.
Jego uczennicą była Karolina Wendt.
Jak doceniano jego wkład pracy w przedstawienia baletowe Teatru Wielkiego, najtrafniej ujął w 1858 roku felietonista "Gazety Codziennej": „Publiczność ani się domyśla, do jakiego stopnia mozolna jest praca pana T. i jak ważne są jego na tym lekkim polu zasługi. Pan Turczynowicz jest alfą i omegą tutejszego baletu, gdyby przypadkiem zachorował, przedstawienie tego rodzaju widowiska stałoby się zupełnie niepodobnym. Od chwili wyjazdu pana T. po nowy balet za granicę rozpoczynają się jego kłopoty i nie przestaje ciążyć odpowiedzialność za wybór, za nabycie, za powodzenie i za znaczne koszta ekspozycji, które dyrekcja ponosi. Nadzwyczajnie trudno jest ułożyć balet bez kompozytora muzyki, niepodobieństwem dociec orkiestrowych efektów z partii samych tylko skrzypców, dlatego też pan T. musi układać tańce zbiorowe, zgromadziwszy i ustawiwszy cały corps de ballet, komponować poruszenia za głosem skrzypców i często zmieniać dziś to, co się złożyło wczoraj. (...) Każdego poruszenia w mimice pan Turczynowicz uczy sam. (..) Słowem, każdy balet przedstawiony na scenie, nim go publiczność zobaczy, pan T. sam za każdego wykonał przynajmniej sto razy!”.

## Prace choreograficzne

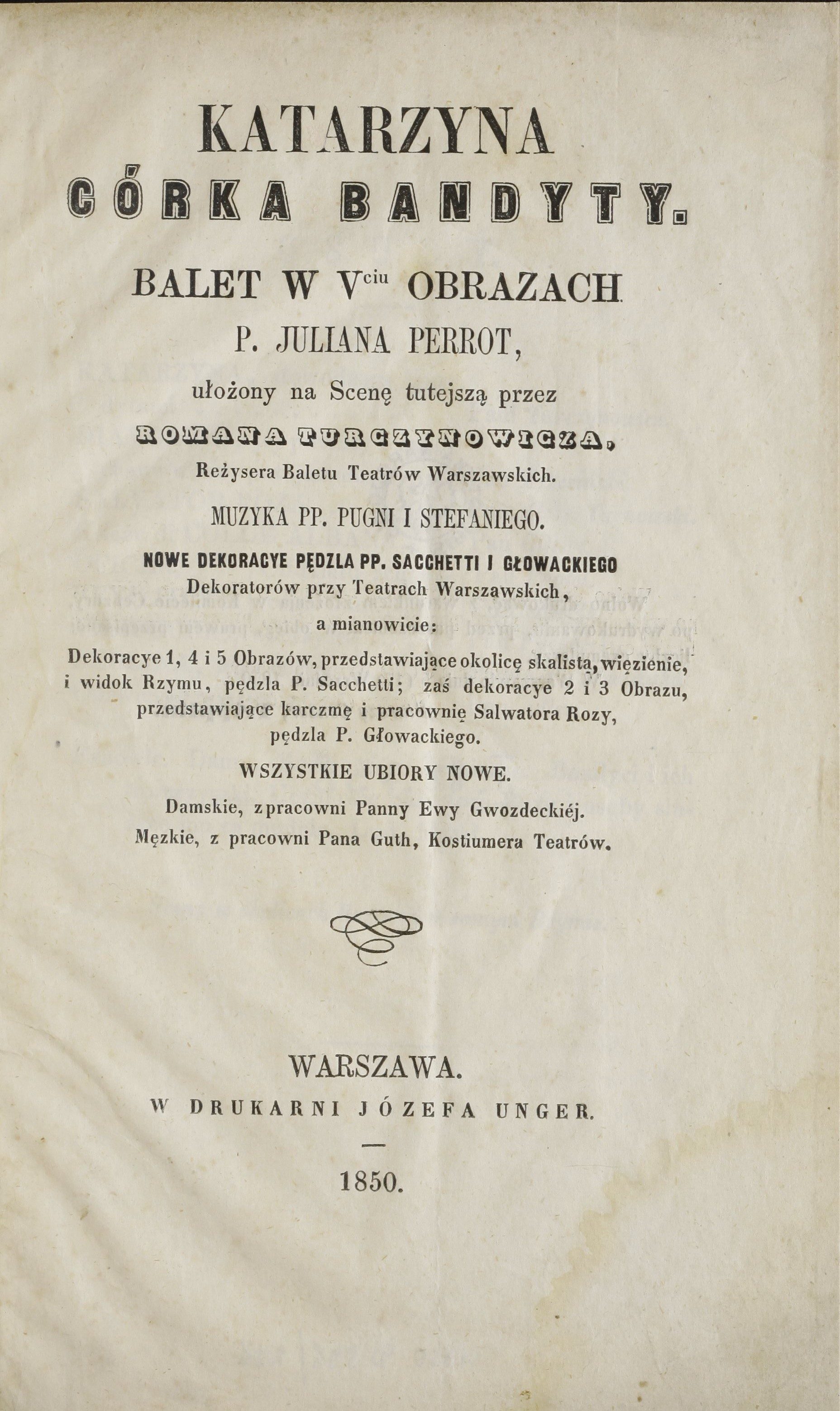
Program baletu Katarzyna, córka bandyty w choreografii Romana Turczynowicza, 1850

- 1846: Okrężne pod Kielcami, divertissement, muzyka Józef Stefani
- 1847: Hrabina i wieśniaczka, czyli Przemiana żon, balet czarodziejsko-pantomimiczny w 2 aktach i 3 obrazach wg Le diable à quatre Josepha Maziliera, muzyka Adolphe-Charles Adam
- 1848: Gizella, czyli Willydy, balet fantastyczny w 2 aktach wg Jeana Corallego i Jules’a Perrota, muzyka Adolphe Adam / Józef Stefani
- 1848: Panorama Warszawy, divertissement, muzyka Józef Stefani

- 1848: Piękna dziewczyna z Gandawy, balet w 3 aktach i 8 obrazach wg La Jolie Fille de Gand François Alberta, muzyka Adolphe-Charles Adam / Józef Stefani
- 1849: Diabeł kulawy, balet czarodziejski w 3 aktach wg Le Diable boiteux Jeana Corallego, muzyka Casimir Gide / Józef Stefani
- 1849: Tańce perskie, divertissement, muzyka Józef Stefani
- 1850: Katarzyna córka bandyty, balet w 3 aktach i 5 obrazach wg Catarina, ou La Fille du bandit Jules’a Perrota, muzyka Cesare Pugni / Józef Stefani
- 1851: Esmeralda, balet  w 3 aktach i 5 obrazach wg La Esmeralda Jules’a Perrota, muzyka Cesare Pugni / Józef Stefani
- 1852: Bal kostiumowy dzieci, divertissement, muzyka N.N.
- 1852: Pałac kryształowy w Londynie, divertissement, muzyka Józef Stefani
- 1852: Uroczystość róż, divertissement, muzyka Józef Stefani
- 1853: Asmodea, diabeł rozkochany, balet w 5 obrazach wg Le diable amoureux Josepha Maziliera, muzyka Giuseppe Alessandro Scaramelli / Józef Stefani

- 1854: Paquita, czyli Cyganie, balet 3 aktach wg Josepha Maziliera, muzyka Édouard Deldevez / Józef Stefani
- 1856: Wyspa miłości, balet fantastyczny w 2 aktach, muzyka Weenzel Gährich, Józef Stefani, Franciszek Maciej Małgocki, Władysław Majeranowski
- 1857: Korsarz, balet w 3 aktach, 5 obrazach wg Le Corsaire Josepha Maziliera, muzyka Adolphe-Charles Adam / Józef Stefani (ze wstawionym mazurkiem Fryderyka Chopina)
- 1858: Marco Spada, czyli Córka rozbójnika, balet pantomimiczny w 3 aktach, 6 obrazach wg Marco Spada, ou La Fille de bandit Josepha Maziliera, muzyka Daniel Auber i Gabriel Rożniecki
- 1858: Tańce chińskie, divertissement, muzyka Tomasz Nidecki

- 1859: Modniarki, czyli Karnawał paryski, balet w 3 aktach wg Carnevals Abenteuer in Paris Pasquale Borriego, muzyka Matthias Strebinger i Gabriel Rożniecki
- 1860: Dziewice jeziora, balet w 3 aktach, muzyka Gabriel Rożniecki

- 1866: Monte-Christo, balet w 3 aktach wg Giuseppe Roty, muzyka Paolo Giorza i Stanisław Moniuszko
- 1866: Rozbójnik morski balet w 2 aktach wg Le Pirate Filippo Taglioniego, muzyka Adolphe-Charles Adam

## Twórczość
Romantycznego przełomu w balecie warszawskim dokonał już wprawdzie Maurice Pion, wystawiając w Teatrze Wielkim m.in. Sylfidę według Filippo Taglioniego (1839). Po nim jednak najpierw sam Filippo Taglioni, a potem właśnie Roman Turczynowicz ugruntowali nowy nurt estetyczny w warszawskim repertuarze baletowym. To on opracował dla sceny warszawskiej choreografie sztandarowych baletów romantycznych, wzorując się na głośnych inscenizacjach paryskich. Były to kolejno: Le Diable à quatre (u nas pt. Hrabina i wieśniaczka, 1847), Giselle (1848), Piękna dziewczyna z Gandawy (1848), Diabeł kulawy (1849), Katarzyna, córka bandyty (1850), Esmeralda (1851), Asmodea, diabeł rozkochany (1853), Paquita (1854), Korsarz (1857) oraz Marco Spada, czyli Córka rozbójnika (1858). Na koniec wystawił jeszcze dwa włoskie balety z wiedeńskiego repertuaru: Modniarki, czyli Karnawał paryski (1859) i Monte Christo (1866) i wznowił Rozbójnika morskiego wg Filippo Taglioniego (1866).
Poza wielkimi widowiskami baletowymi tworzył autorskie divertissement taneczne, a wśród nich popularne potem przez wiele lat Tańce perskie (1849) i Uroczystość róż (1852) – oba do muzyki Józefa Stefaniego. Zrealizował także jeden oryginalny balet pełnospektaklowy Dziewice jeziora z muzyką Gabriela Rożnieckiego (1860). Opracowywał sceny taneczne w wielu ówczesnych przedstawieniach operowych. Był m.in. pierwszym choreografem tańców polskich w operach narodowych Stanisława Moniuszki: Halce (1858), Hrabinie (1860) i Strasznym dworze (1865). Podczas swej wieloletniej pracy pedagogicznej w szkole baletowej Teatru Wielkiego wykształcił dziesiątki polskich tancerzy.
W 1867 roku zasłużony baletmistrz otrzymał emeryturę Warszawskich Teatrów Rządowych. Żył jeszcze potem 15 lat, nieczynny już zawodowo, ale serdecznie i z uznaniem wspominany przez prasę przy każdej nadarzającej się okazji. Zmarł w Warszawie 21 maja 1882 roku i pochowany został w grobie rodzinnym na cmentarzu Powązkowskim w Warszawie (kwatera 177 wprost-6-6).
"Kurier Warszawski" tak wspominał wybitnego baletmistrza w dzień po jego śmierci: "Czterdziestoletnią pracę zmarły poświęcił obranemu przez siebie zawodowi i tej jego pracy balet warszawski zawdzięcza po części rozgłos i sławę, jaką w swoim czasie cieszył się w świecie. Wszystkie celniejsze talenta, jakie mieliśmy na deskach sceny tutejszej, wzrosły pod jego okiem i kierunkiem, już to przez lat dwadzieścia nauczyciela szkoły baletu, już następnie jako dyrektora. Przyswoił też Turczynowicz i wystawił na scenie warszawskiej mnóstwo baletów, które przez długi czas utrzymywały się na repertuarze i nie obarczając budżetu teatralnego ciężkimi wydatkami, miały jednak trwałe powodzenie i wyrobiły w publiczności warszawskiej zamiłowanie do sztuki choreograficznej. Jako człowiek śp. Turczynowicz prawym charakterem, serdecznością i uprzejmym obejściem zjednał sobie powszechny szacunek i miłość. Bolesne straty najbliższych złamały go przedwcześnie i złożyły do grobu”.
Warszawskie władze teatralne czasów zaboru rosyjskiego i wieloletnia potem dominacja włoskich baletmistrzów w Teatrze Wielkim zaprzepaściły z czasem dorobek wybitnego choreografa polskiego romantyzmu. Jedynie jego tańce narodowe w operach Moniuszki były wzorem dla późniejszych polskich choreografów, aż do wybuchu II wojny światowej. Dziś po twórczości choreograficznej Romana Turczynowicza pozostało tylko wspomnienie na kartach historii polskiego baletu.
Jego imię nosi od 1979 roku Ogólnokształcąca Szkoła Baletowa w Warszawie.

## Życie prywatne

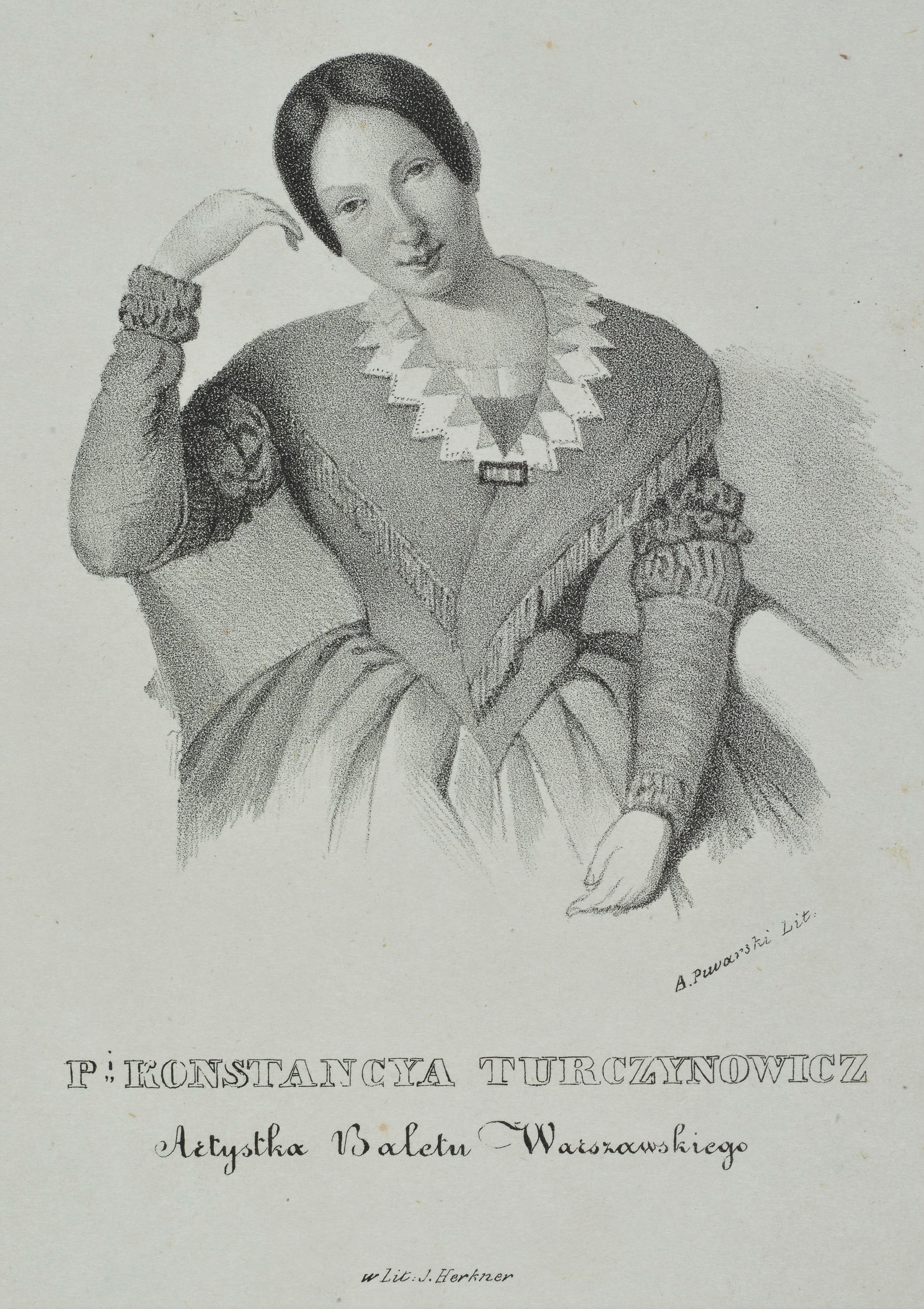
Konstancja z Damsów, żona Romana Turczynowicza, 1841

W 1836 roku Roman Turczynowicz poślubił swoją koleżankę z Teatru Wielkiego, artystkę baletu Konstancję Damse (1818–1880), córkę aktora, kompozytora i dyrygenta Józefa Damsego. Już jako Konstancja Turczynowicz, w 1843 roku, została ona pierwszą tancerką Warszawskich Teatrów Rządowych i zasłynęła jako wybitna solistka charakterystyczna oraz czołowa artystka warszawskiego baletu romantycznego w Teatrze Wielkim. Ich dziećmi byli: Józef (1837-1893), Karolina (1839-?), tancerz Jan Konstanty (1840–1878), Franciszek Ksawery (1841-1863), Antoni Feliks (1844-?), Roman (1848–1850), aktor Leonard (1856–1899) i aktorka Marianna Justyna, znana jako Maria (1860–1882). Dwaj ich synowie: Józef i Franciszek Ksawery byli aktywnymi uczestnikami powstania styczniowego.